# 莊瑞美
莊瑞美（1950年—），花蓮縣光復鄉北富村阿美族人，前臺灣女子籃球運動員，父親莊初明為棒球名將，莊瑞美就讀北富國小時是田徑選手，就讀海星女中時被亞東女籃挖掘，莊瑞美與梁美雲、徐台榮、應莉莉與陳素真被稱為亞東五虎，莊瑞美1973年從亞東工專畢業，1974年褪下球衣返鄉在教師節當天結婚，並到四維中學教體育與執教籃球校隊，之後曾到國光中學和電信局工作，但因為懷孕而辭職當家庭主婦。